# Lorius lory
El lori tricolor (Lorius lory), también llamado tricogloso tricolor o lori de nuca negra, es una especie de ave psitaciforme de vivos colores de la familia Psittaculidae que habita en Nueva Guinea. 

## Descripción

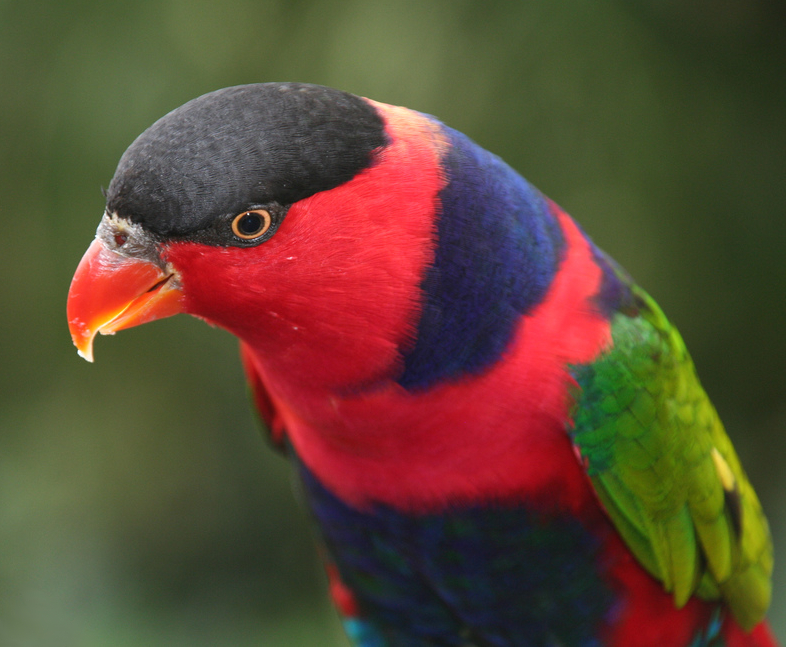
Un lori tricolor en el Parque de aves de Jurong.

Es un lori colorido y relativamente robusto (31 cm). Se caracteriza por tener alas verdes, cabezas y cuerpo alrededor del ala rojos, gorra negra, cera negra grisácea, alas inferiores amarillas y patas y vientre azules. La mayoría también tiene la nuca y el manto azules (área entre las alas en la espalda). Sigue siendo generalizado y común, pero la subespecie cyanuchen es relativamente rara, con menos de 5.000 ejemplares en la naturaleza.

## Hábitat y comportamiento
Habita el bosque primario y los bordes del bosque en la mayoría de las áreas de tierras bajas hasta los 1000 m (esporádicamente hasta los 1750 m), pero no en los bosques monzónicos ni en las plantaciones de cocoteros. Suele encontrarse en parejas y ocasionalmente en grupos de 10 o más. 

### Alimentación
Su dieta incluye polen, néctar, flores, frutas e insectos.

## Subespecies
Se reconocen las siguientes siete subespecies, distribuidas desde Java hasta Nueva Guinea:
- Lorius lory cyanauchen, (Muller,S) 1841
- Lorius lory erythrothorax, Salvadori 1877
- Lorius lory jobiensis, (Meyer,AB) 1874
- Lorius lory lory, (Linnaeus) 1758
- Lorius lory salvadorii, Meyer,AB 1891
- Lorius lory somu, (Diamond) 1967
- Lorius lory viridicrissalis, Beaufort 1909